# Place forte de Monção
La place forte de Monção est située dans la municipalité du même nom au Portugal, dans le district de Viana do Castelo et la région Nord.

## Antécédents: le château de la ville
Le château de Monção avait été construit à l'époque médiévale, avec une clôture circulaire rudimentaire et des rues transversales.

## La Forteresse
Ses murs ont été réaménagés sous le règne de Denis Ier (1279/1325). Les plus anciens plans des murailles datent du XVIe siècle lorsque Duarte de Armas (pt) a inspecté toutes les fortifications du pays. La construction définitive de la forteresse, dont il reste aujourd’hui le vaste rempart que nous connaissons et dont il existe divers plans, a débuté au cours de la seconde moitié du XVIIe siècle, comme l'indique la date de 1656 inscrite à l’entrée de la porte de Salvaterra.

## Photographies

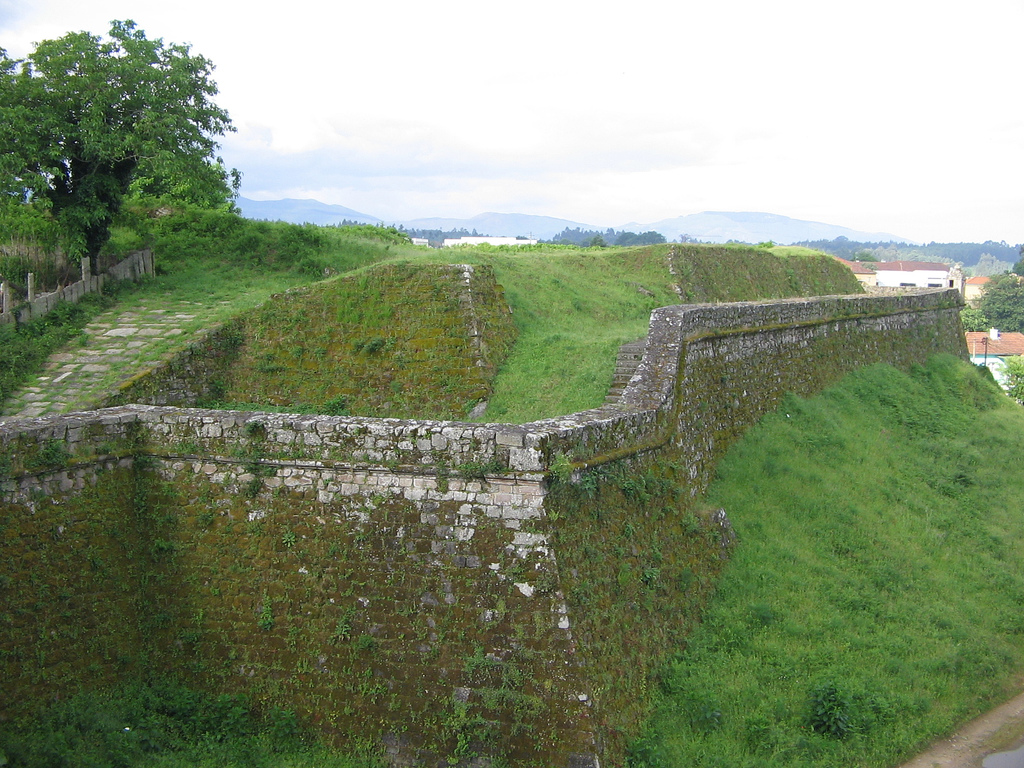
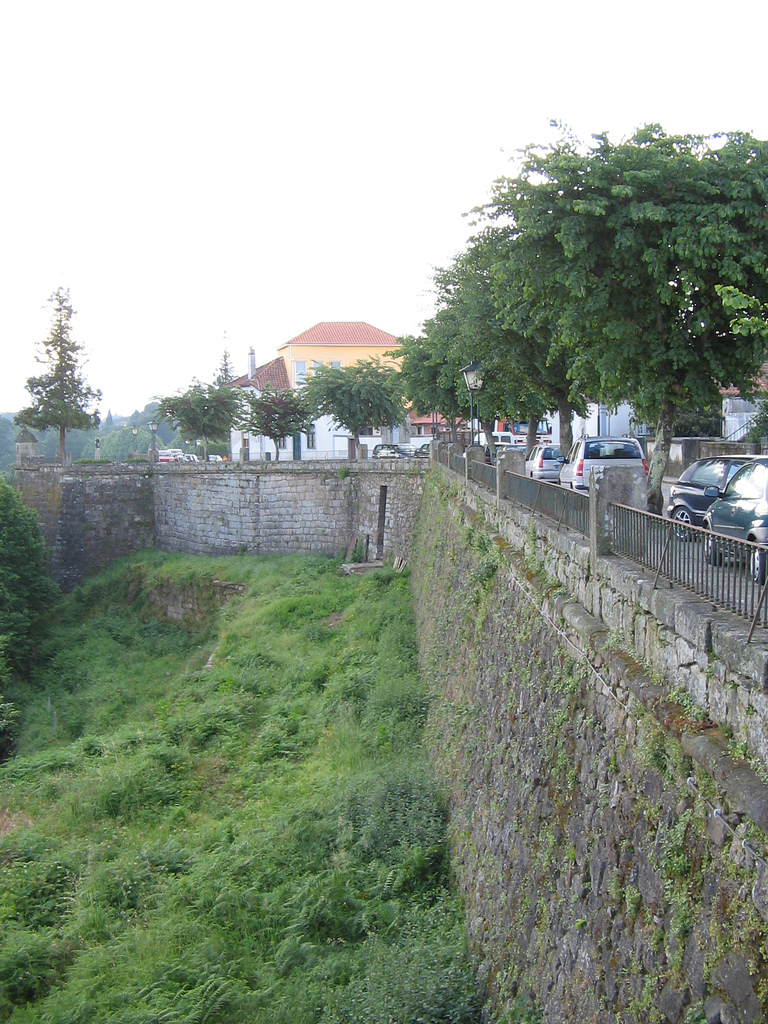
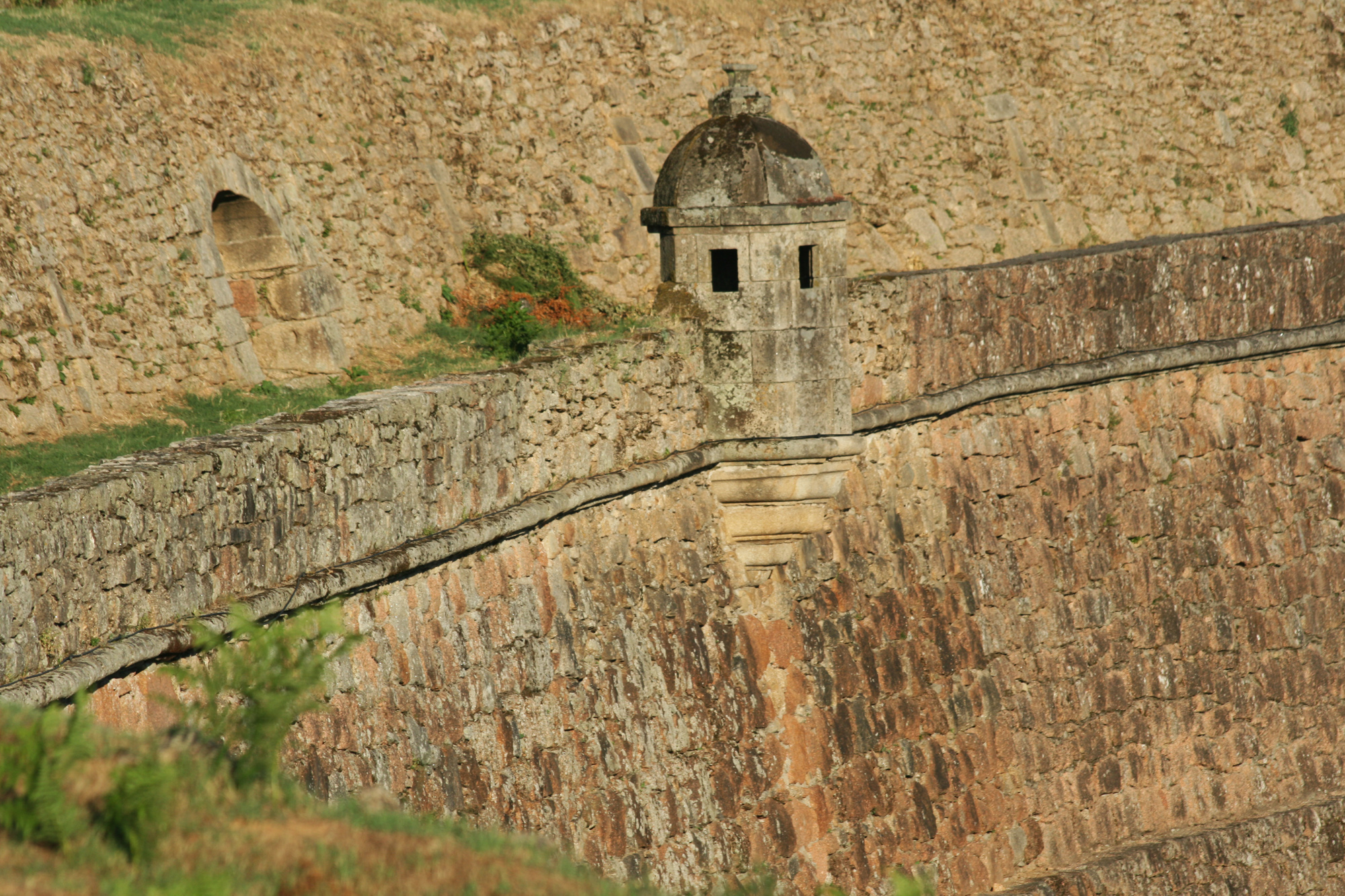